# Mount Regulator
Mount Regulator ist ein 655 m hoher Berg an der Nordküste Südgeorgiens. Er ragt 1,5 km westlich der Right Whale Bay auf.
Der South Georgia Survey kartierte den Berg im Zuge seiner von 1951 bis 1957 dauernden Vermessungskampagne Südgeorgiens. Das UK Antarctic Place-Names Committee benannte ihn 1958 nach dem Segelschiff Regulator, das vor Südgeorgien havariert war. Im Jahr 1800 fand Edmund Fanning in der Right Whale Bay die von der Mannschaft der Regulator aufgegebene Hütte.